# Adam Aznou
Aznou  Ben Cheikh est un nom espagnol. Le premier nom de famille, en général paternel, est Aznou ; le second, en général maternel, souvent omis, est Ben Cheikh.
Adam Aznou Ben Cheikh (en arabe : آدم أزنوا بن الشيخ) dit Adam Aznou, né le 2 juin 2006 à Barcelone en Espagne, est un footballeur international marocain évoluant au poste d'arrière gauche à l'Everton FC.
Pouvant jouer pour l'Espagne ou le Maroc, il opte définitivement pour le Maroc en 2024 et fait ses débuts internationaux sous Walid Regragui, devenant ainsi le plus jeune joueur marocain à être titularisé pour un match officiel avec l'équipe A, à l'âge de 18 ans et 99 jours.

## Carrière en club

### Naissance à Barcelone, origines et débuts àLa Masia
Adam Aznou naît à Barcelone et grandit dans le quartier de La Florida situé dans la commune de L'Hospitalet de Llobregat. Issu d'une famille d'origine marocaine, ses parents, Fatima Ben Cheikh et Abdellatif Aznou, sont tous deux nés à Kénitra, au Maroc. Grâce à ses racines, Adam possède la double nationalité espagnole et marocaine. Il a également un petit frère prénommé Amir.
Adam Aznou débute le football au CE Escola Collblanc Torrassac, situé dans son quartier à L'Hospitalet de Llobregat en banlieue de Barcelone. En 2015, il quitte son club d'enfance pour rejoindre le CF Sistrells, puis le CF Damm, un club catalan reconnu pour son engagement dans le développement des jeunes talents et leur progression vers des équipes professionnelles.
En juillet 2019, il intègre le centre de formation de La Masia du FC Barcelone. Il commence dans la catégorie Infantil A avant d'être promu chez les U16, avec lesquels il remporte la Coupe de Catalogne. Au sein de La Masia, Adam évolue aux côtés de joueurs tels que Lamine Yamal, Héctor Fort, et Marc Guiu. Il est rapidement considéré par la presse internationale comme le meilleur joueur à son poste d'arrière gauche au sein de l'académie.

### Bayern Munich
Le 28 juillet 2022, il s'engage avec le FC Bayern Munich,. Âgé de seulement seize ans, il poursuit ses études à l'école européenne de Munich. Lors de la saison 2022-2023, il évolue avec les moins de 17 ans, où il parvient à marquer deux buts et à délivrer deux passes décisives en neuf rencontres.

#### Saison 2023-2024: Entre Youth League, équipe B et équipe A
Ses prestations lui valent une promotion au sein de l'équipe des moins de 19 ans pour la saison 2023-2024. Avec cette équipe, il marque trois buts et délivre quatre passes décisives en 19 matchs, dont plusieurs rencontres en UEFA Youth League. Bien que l'équipe soit éliminée au premier tour, avec un but inscrit contre Galatasaray SK, il est finalement inclus dans l'équipe-type de cette édition 2023-2024.
En janvier 2024, à l'âge de 17 ans, il fait sa première apparition avec l'équipe professionnelle lors d'un match amical contre le FC Bâle (match nul, 1-1). Le 27 janvier 2024, il figure pour la première fois sur le banc de l'entraîneur Thomas Tuchel lors d'un match de Bundesliga contre le FC Augsbourg. Le 19 février, il dispute son premier match avec le FC Bayern B en Regionalliga contre le SpVgg Greuther Fürth B (défaite, 0-1),.
Le 15 mai 2024, il signe son premier contrat professionnel, qui le lie au club jusqu'en 2027,.

#### Saison 2024-2025: Intégration au Bayern et prêt au Real Valladolid
À l'été 2024, Vincent Kompany devient l'entraîneur du Bayern Munich et convoque Adam Aznou pour participer à l'intégralité de la pré-saison 2024-2025. Présent régulièrement sur le banc de l'équipe première du Bayern, et avec l'effectif U19 pour les matchs d'UEFA Youth League, il fait officiellement ses débuts professionnels, le 2 novembre 2024 en entrant en jeu à la 80e minute en remplaçant Alphonso Davies contre l'Union Berlin (victoire, 3-0). Ses débuts professionnels sont remarqués et attire l'attention de nombreux médias internationaux, mais également de personnalités publiques, entourage du joueur, tels qu'Achraf Hakimi et Chadi Riad,. En conférence de presse, son entraîneur Vincent Kompany cite : « Adam a été excellent à l'entraînement et avec l'équipe nationale. Il peut être fier de lui. Maintenant, il doit simplement continuer à travailler. »,.
Le 10 décembre 2024, il fait ses débuts en Ligue des champions à l'occasion d'un match contre le Chakhtar Donetsk, entrant en jeu à la 89e minute à la place de Konrad Laimer (victoire, 1-5).
Le 3 février 2025, à la fin du mercato hivernal, il est prêté jusqu'à la fin de saison au Real Valladolid, club de première division luttant contre la relégation en deuxième division.

### Carrière internationale

#### Avec les catégories inférieures du Maroc
En janvier 2021, Adam Aznou reçoit une première convocation de Tarik Makhnass pour un stage de préparation avec l'équipe du Maroc des moins de 15 ans.
En octobre 2023, alors qu'il est devenu international espagnol, il est de nouveau appelé par le Maroc, cette fois par Saïd Chiba poru rejoindre l'équipe des moins de 17 ans. Le 14 octobre, il fait son entrée en jeu lors d'un match amical contre l'Angleterre des moins de 18 ans à Marbella, en remplaçant Saifdine Chlaghmo (défaite, 1-0). Un mois plus tard, il n'est pas retenu dans la liste finale des joueurs sélectionnés pour participer à la Coupe du monde des moins de 17 ans en Indonésie,,.
Adam Aznou dément par la suite toutes les accusations de problèmes extra-sportifs ou de mauvais comportement. Malgré sa déception de ne pas pouvoir prendre part à la compétition, il respecte cette décision et souhaite bonne chance à ses coéquipiers, en réaffirmant son soutien à l'équipe nationale,,.
Le 14 mars 2024, le nouveau sélectionneur de l'équipe olympique du Maroc, Tarik Sektioui, publie sa première liste pour un stage de préparation à Antalya, en Turquie, à vue des Jeux olympiques d'été de 2024, incluant d'Adam Aznou. Il joue 21 minutes lors d'un match contre les espoirs du pays de Galles, remplaçant Achraf Laâziri (victoire, 0-2). Deux mois plus tard, en mai, il est de nouveau convoqué pour un match amical contre les espoirs de Belgique, sans toutefois entrer en jeu (match nul, 2-2),. Le 4 juillet, Tarik Sektioui annonce officiellement sa liste finale de 22 joueurs (dont 4 réservistes) pour les Jeux olympiques, dans laquelle Adam Aznou ne figure pas.

#### Avec les catégories inférieures de l'Espagne
En novembre 2021, Adam Aznou est rapidement rappelé par l'équipe d'Espagne des moins de 16 ans, dirigée par David Gordo, pour participer à des matchs amicaux contre l'Irlande des moins de 16 ans et la Norvège des moins de 15 ans,. Lors de cette trêve internationale, il évolue aux côtés de joueurs tels que Lamine Yamal, Victor Musa, et Pau Prim.
En octobre 2022, il est convoqué par Julen Guerrero pour rejoindre l'équipe d'Espagne des moins de 17 ans à l'occasion d'un match amical contre les Pays-Bas des moins de 17 ans, qu'il dispute pendant intégralement (victoire, 1-0). Cinq mois plus tard, en février 2023, il participe au Tournoi international d'Algarve, que l'équipe remporte cette année-là.
En mai 2023, en raison d'une blessure, Adam Aznou est contraint de manquer l'Euro des moins de 17 ans en Hongrie.
En juillet 2024, après la non-convocation avec l'équipe olympique du Maroc pour les Jeux olympiques, Adam Aznou est invité par la Fédération royale espagnole de football à assister aux matchs de l'Espagne lors de l'Euro 2024. Il apparaît alors dans plusieurs photos en coulisses et dans les vestiaires, aux côtés de son ami Lamine Yamal. Ces images suscitent rapidement l'attention de la presse espagnole, qui évoque un possible « vol » de joueur pour l'avenir de l'équipe nationale espagnole, en faisant référence à Adam Aznou,,.

#### Choix définitif: Maroc
Le 29 août 2024, Adam Aznou est sélectionné par Walid Regragui dans la liste définitive des joueurs convoqués pour les matchs officiels de qualification à la CAN 2025, contre le Gabon et le Lesotho. Walid Regragui précise sa décision en déclarant : « On l’a convoqué pour qu'il commence à s’adapter avec le groupe et lui montrer qu’on a confiance en lui pour le futur ».
Le 9 septembre 2024, il fait ses débuts professionnels avec l'équipe du Maroc à l'occasion des éliminatoires de la Coupe d'Afrique des nations de football contre le Lesotho. Il devient ainsi le plus jeune joueur marocain à débuter un match officiel avec l'équipe première du Maroc, devançant ainsi Jaouad Zaïri et Abdellah Bidane avec un âge de 18 ans et 99 jours.

## Style de jeu
Adam Aznou se distingue par sa polyvalence, qui a grandement servi son entraîneur Michael Hartmann au Bayern Munich U17, ce dernier l'utilisant non seulement en tant que défenseur, mais aussi comme ailier gauche et numéro 6. Son dynamisme offensif et sa créativité en font un atout précieux sur le terrain.
En tant qu'ailier, Adam se révèle être un joueur rapide, techniquement habile, et capable de délivrer des centres précis. Grâce à ses qualités techniques et physiques exceptionnelles, il s'impose rapidement comme élément indispensable dans son environnement. Son aisance balle au pied, son pied gauche, sa vitesse, et sa vision du jeu le placent parmi les jeunes talents les plus prometteurs de sa génération en 2024.
Aznou se distingue également par sa capacité à s'intégrer dans le jeu collectif, en mettant ses coéquipiers en position favorable grâce à des passes et des centres précis. Souvent comparé à Raphaël Guerreiro par la presse allemande, il aime se déplacer vers l'intérieur du terrain et glisser occasionnellement au milieu, ajoutant ainsi une dimension supplémentaire à son jeu offensif.

## Statistiques

### Générales
| Saison                | Club                   | Championnat           | Championnat | Championnat | Championnat | Coupe(s) nationale(s) | Coupe(s) nationale(s) | Coupe(s) nationale(s) | Supercoupe | Supercoupe | Supercoupe | Compétition(s) continentale(s) | Compétition(s) continentale(s) | Compétition(s) continentale(s) | Compétition(s) continentale(s) | Coupe du monde des clubs de la FIFA | Coupe du monde des clubs de la FIFA | Coupe du monde des clubs de la FIFA | Maroc | Maroc | Maroc | Total | Total | Total |
| Saison                | Club                   | Division              | M.          | B.          | P.d.        | M.                    | B.                    | P.d.                  | M.         | B.         | P.d.       | Comp.                          | M.                             | B.                             | P.d.                           | M.                                  | B.                                  | P.d.                                | M.    | B.    | P.d.  | M.    | B.    | P.d.  |
| 2024-2025             | Bayern Munich          | Bundesliga            | 2           | 0           | 0           | -                     | -                     | -                     | -          | -          | -          | C1                             | 1                              | 0                              | 0                              | 1                                   | 0                                   | 0                                   | 3     | 0     | 0     | 7     | 0     | 0     |
| 2024-2025             | Real Valladolid (prêt) | LaLiga                | 13          | 0           | 0           | -                     | -                     | -                     | -          | -          | -          | -                              | -                              | -                              | -                              | 0                                   | 0                                   | 0                                   | 0     | 0     | 0     | 13    | 0     | 0     |
| Total sur la carrière | Total sur la carrière  | Total sur la carrière | 15          | 0           | 0           | 0                     | 0                     | 0                     | 0          | 0          | 0          | -                              | 1                              | 0                              | 0                              | 1                                   | 0                                   | 0                                   | 3     | 0     | 0     | 20    | 0     | 0     |

### En sélection marocaine U23
Le tableau suivant liste les rencontres de l'équipe du Maroc U23 des catégories des jeunes dans lesquelles Adam Aznou a été sélectionné depuis le 26 mars 2024.
| Catégorie | Date         | Lieu    | Adversaire     | Résultat | Minutes | Compétition  | Buts | Passes | Capitaine | Club          |
| --------- | ------------ | ------- | -------------- | -------- | ------- | ------------ | ---- | ------ | --------- | ------------- |
| Maroc U23 | 26 mars 2024 | Antalya | Pays de Galles | 2 – 0    | 21 min  | Match amical | 0    | 0      | Non       | Bayern Munich |

## Palmarès
- 2022 : vainqueur de la Coupe de Catalogne avec le FC Barcelone Cadet B[4]
- 2023 : vainqueur du Tournoi International d'Algarve avec l'Espagne -17 ans[44]
- 2024 : dans l'équipe-type de l'UEFA Youth League